# Astra Space
A Astra Space, LLC é uma empresa de desenvolvimento de veículo de lançamento baseada fora de São Francisco, Califórnia, que está trabalhando para desenvolver, motores bipropelente de propulsão líquida com sistemas para DARPA e NASA. Mais recentemente, a Astra Space era um fornecedor de tecnologia para o projeto Airborne Launch Assist Space Access da DARPA, e está atualmente trabalhando no desenvolvimento do programa Small Air Launch Vehicle to Orbit (SALVO), um veículo que será lançado a parir do ar para a colocação de cargas úteis de tamanho de CubeSat na órbita terrestre baixa.

## Locais
O escritório primário e laboratório da Astra Space está localizado em South of Market, São Francisco. Ela também tem uma pequena presença em Washington D.C., e um local de teste dedicado para efetuar testes de motores de foguetes e estágios de veículos de lançamento no Castle Airport em Atwater, Califórnia.